# Nothrus pileiformis
Nothrus pileiformis är en kvalsterart som beskrevs av Karpelles 1884. Nothrus pileiformis ingår i släktet Nothrus och familjen Nothridae. Inga underarter finns listade i Catalogue of Life.